# Aleksandr Értel
Aleksandr Értel   (Zadonsk, 7 de juliol de 1855 (Julià) - Moscou, 7 de febrer de 1908 (Julià)), nom complet amb patronímic Aleksandr Ivànovitx Értel rus: Алекса́ндр Ива́нович Э́ртель, fou un escriptor rus, marit de la germana de l'escriptor i poeta Vladímir Ogàrkov.

## Biografia
Aleksandr Értel va néixer en una família d'agricultors i va passar la seva infància i adolescència en un petit poble. El seu pare, Ivan Aleksàndrovitx Ertel, era al seu torn fill de Ludwig Ertel, un soldat alemany de la Grande Armée fet presoner durant la campanya de Rússia; la mare, Avdótia Petrovna Panova, era filla il·legítima d'un terratinent de Zandosk. Értel va començar a treballar com a agricultor fins a l'edat de dotze anys. Autodidacta, des de ben petit fou un apassionat lector de la Bíblia, de textos històrics i hagiogràfics. A l'adolescència fou un àvid lector de novel·les, amb especial predilecció per les de Turguénev i per Guerra i pau de Tolstoi.
Tingué un breu període gran notorietat per les seves novel·les i els seus contes amb fons realista, compostos sota la influència de Turguénev i Tolstoi, els quals suscitaren interès també per les concepcions polítiques i religioses de l'autor. De jove, Értel s'havia adherit als naródniki, i s'interessava sobretot pel problema de l'emancipació de les masses camperoles. Els seus temes i ambients predilectes es fan palesos ja en la seva primera obra literària Notx na pokosse rus: Ночь на покосе ("Una nit de sega"), escrita al seu poble natal, com en les obres successives Pereselentsi, rus: Переселенцы ("Emigrants") 1878) i Pismo iz Usmanskogo uezda rus: Письмо из Усманского уезда ("Una carta de l'uiezd d'Usman"), 1879) escrita a Sant Petersburg on Értel s'havia traslladat el 1879 a la recerca de treball com a bibliotecari.
A Sant Petersburg, Értel va començar a esbossar la seva obra Zapiski stepniaka rus: Записки степняка ("Apunts d'un habitant de l'estepa" 1880- 1882), que no obstant això va haver d'aturar durant un episodi de hemoptisi tuberculosa que el va obligar a tornar a casa (1880); Zapiski stepniaka, acabada en 1882, també és interessant des del punt de vista antropològic, per fet que apareix registrat el canvi en el paisatge social de finals del segle xix, quan la racionalització de la producció agrícola comporta la substitució, en la direcció de les empreses agrícoles, de la petita noblesa amb la nova burgesia agrària. Gardenini, ikh dvornia, priverjentsi i vragui rus: Гарденины, их дворня, приверженцы и враги ("Els Gardenin, llurs servents, llurs sequaços i llurs enemics", 1889), l'obra cabdal d'Értel, independentment de la visió ideològica que l'inspira, mostra un ben reeixit quadre poètic de la vida russa en finca. Menys reeixida és, per contra, l'altra novel·la, Smena rus: Смена ("El canvi", 1890), que té com a tema la intel·liguèntsia russa en declivi.
Értel fou un estel fugaç. Observava Ivan Bunin el 1929, quan la fama d'Értel ja havia declinat:
| « | Que potser han oblidat els seus amics i contemporanis Garxin, Uspenski, Korolenko i Txékhov? No obstant això, Értel no era un escriptor inferior a ells, excepció feta de Txékhov, per descomptat; en certs aspectes, de fet, era fins i tot més gran. | » |
| — Ivan Bunin, Night of denial: stories and novellas, Northwestern University Press, 2006, ISBN 0810114038, ISBN 9780810114036 | |   |

## Obres
- Aleksandr Ivànovitx Értel, Sobranie socinenij A. I. Ertelja v semi tomach s portretom i faksimile avtora i kritiko-biograficeskoj stat'ej F. D. Batjuskova. Moscou : "Moskovskoe k-vo", 1909 ("Obres d'A.I. Ertel en set volums amb un retrat i un facsímil de l'autor i article crític-biogràfic de F.D. Bàtiuixkov")
- Aleksandr Ivànovitx Értel, Smena: roman v dvukh chastyakh ("El canvi: novel·la en dues parts") Nova York : Editorial Txèkhov 1954
- Aleksandr Ivànovitx Értel, Gardeniny : ih dvornja, priveržency i vragi. Moscou : Hudozestvennaja literatura, 1987
- Aleksandr Ivànovitx Értel, Zapiski Stepnjaka : ocerki i razskazy ("Notes de Stepniak: assajos i contes"). Sant Petersburg : Izdanie O. I. Baksta
- Aleksandr Ivànovitx Értel, Rasskazy, ocerki, povest', pis'ma ("Contes, assajos, novel·la, escriptura") Vorónej : Central'no-Cernozemnoe kniznoe izd., 1984